# Gottlieb Taschler
Gottlieb Taschler (n. 21 august 1961, Rasun-Anterselva, Trentino-Tirolul de Sud, Italia) este un biatlonist ce a reprezentat Italia, medaliat olimpic. A participat la 3 ediții ale Jocurilor Olimpice (1984, 1988, 1992) în care a câștigat o medalie de bronz.